# Kirche in der Kraft des Geistes
Das im Jahr 1975  erschienene Buch  Kirche in der Kraft des Geistes von Jürgen Moltmann enthält die Ekklesiologie des protestantischen Systematikers.
Moltmann versteht Kirche zum einen von ihren Mitgliedern her als die Gemeinschaft der Freunde Jesu (manifeste Kirche). Zum anderen versteht er die Kirche von ihrer Aufgabe her als Kirche des Reiches Gottes, die darauf hinarbeitet, den Benachteiligten ihr Recht zu geben.
Dabei stellt er heraus, dass gerade die Benachteiligten (ochlos) die Freunde Jesu seien, weil er weniger seine Zugehörigkeit zum Gottesvolk Israel (laos) als seine Gemeinschaft mit den Außenseitern (Freund der Sünder und Zöllner – Lukas 7, 34) betont habe.
Deshalb könne christliche Gemeinschaft erst dann entstehen, wenn die Nichtbenachteiligten ihre Scheu gegenüber den Benachteiligten überwinden. Das konkretisiert er insbesondere am Umgang von Behinderten und Nichtbehinderten. Ein Menschenbild, das auf Leistung, Genuss, Schönheit und Macht ausgerichtet ist und Leid aus dem Blickfeld zu rücken versucht („Aussätzigensyndrom“) macht daher seiner Meinung nach christliche Gemeinschaft unmöglich.
Im Zusammenhang von Moltmanns Verständnis der Trinität lässt sich dieses Buch auch als seine Pneumatologie verstehen.

## Bibliographische Angaben
Kirche in der Kraft des Geistes. Ein Beitrag zur messianischen Ekklesiologie, München 1975.